# Decision Before Dawn
Decision Before Dawn (bra: Decisão antes do Amanhecer) é um filme norte-americano de 1951, do gênero drama, dirigido por Anatole Litvak, com roteiro baseado no romance Call It Treason, de George Howe.

## Produção
O filme é um dos melhores exemplos no cinema das funções da inteligência militar.
O roteiro é baseado no romance Call It Treason, de George Howe, publicado em 1949, e trata dos prisioneiros alemães empregados pelo Exército dos Estados Unidos como espiões, no final da Segunda Guerra Mundial. Oskar Werner tem atuação elogiada como um desses espiões, cujos atos, aparentemente dúbios, levantam as suspeitas de seu superior imediato. Klaus Kinski aparece rapidamente, como um soldado enraivecido.
As filmagens aconteceram em locações na Alemanha, muitas delas em lugares ainda com marcas da guerra.
Decision Before Dawn concorreu a dois prêmios Oscar, nas categorias de Melhor Filme e Melhor Edição.

## Sinopse
Karl Maurer, prisioneiro de guerra alemão, é recrutado pelo exército americano para atuar como espião atrás das linhas inimigas. Karl é um soldado idealista, que acredita que seu trabalho ajudará a dar um final mais rápido ao conflito, o que evitaria uma degradação ainda maior de seu país. Entretanto, o Tenente Dick Rennick, que o acompanha na missão, não está inteiramente seguro de sua lealdade.

## Premiações
| Patrocinador                                  | Prêmio       | Categoria                          | Situação |
| --------------------------------------------- | ------------ | ---------------------------------- | -------- |
| Academia de Artes e Ciências Cinematográficas | Oscar        | Melhor Filme Melhor Edição         | Indicado |
| National Board of Review                      | NBR Award    | Top Ten Films of 1951              | Vencedor |
| Golden Globes, USA                            | Golden Globe | Melhor Fotografia (preto e branco) | Indicado |
| Directors Guild of America                    | DGA Award    | Melhor Diretor                     | Indicado |
| Hollywood Foreign Press Association           |              | Melhor Fotografia (preto e branco) | Indicado |

## Elenco
| Ator/Atriz           | Personagem            |
| -------------------- | --------------------- |
| Richard Basehart     | Tenente Dick Rennitt  |
| Gary Merrill         | Coronel Devlin        |
| Oskar Werner         | Karl Maurer           |
| Hildegard Knef       | Hilde                 |
| Dominique Blanchar   | Monique               |
| O. E. Hasse          | Coronel Von Ecker     |
| Wilfried Seyferth    | Heinz Scholtz         |
| Hans Christian Blech | Sargento Rudolf Barth |
| Helene Thimig        | Paula Schneider       |
| Robert Freitag       | Sargento Paul Richter |
| George Tyne          | Sargento Griffin      |
| C. A. Amos           | C. A. Amos            |
| Harold Benedict      | Harold Benedict       |
| H. W. Briggs         | H. W. Briggs          |
| D. G. Devine         | D. G. Devine          |